# المرأة في التاريخ الأفريقي

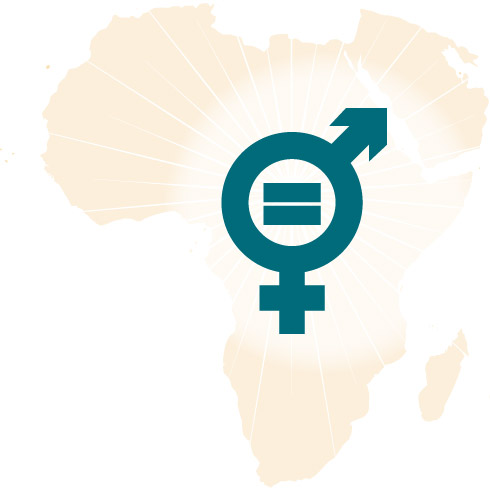
تعمل اليونسكو منذ فترة طويلة على الحفاظ على حقوق المرأة، وخاصة في البلدان التي تعاني من قدر أكبر من التمييز، كما هو الحال في أفريقيا.

المرأة في التاريخ الأفريقي بالفرنسية (Femmes dans l'histoire de l'Afrique) هو مشروع لليونسكو يتكون من منصة للتعلم الإلكتروني تهدف إلى سرد قصة المرأة الأفريقية وتسليط الضوء على مكانتها ودورها المركزي في تنمية وتاريخ أفريقيا من خلال تكنولوجيات المعلومات والاتصال. وتستهدف هذه الأداة التعليمية التي يتم إنتاجها حاليًا بشكل خاص التلاميذ الأفارقة والطلاب المنحدرين من أصل أفريقي والمدارس والجامعات، وعلى نطاق أوسع إلى أي شخص مهتم.

## تاريخ
أطلقت إيرينا بوكوفا، المديرة العامة لليونسكو هذا المشروع في عام 2013م بتصريح : «تتكون منصة الوسائط المتعددة من رسوم هزلية رقمية، وأغاني الرابسلام، وملفات تعليمية تفاعلية، ومسابقات، وموارد تعليمية متنوعة تتعلق بمجموعة مختارة من الشخصيات النسائية الرئيسية في تاريخ أفريقيا والشتات».
وتستند الأوراق التعليمية نفسها إلى تاريخ اليونسكو العام لأفريقيا، وهي موسوعة منشورة حالياً في 11 مجلداً، وتهدف هذه المنصة كما وضحت اليونيسكو إلى «تكييف محتويات المجلدات مع التدريس المدرسي من أجل تحسين معرفة التلاميذ والطلاب الأفارقة بتاريخ قارتهم».
ويتكون المحتوى المقدم على منصة اليونسكو من خريطة جغرافية تفاعلية، ومذكرات سيرة ذاتية مصورة، بالإضافة إلى وحدات قابلة للتنزيل يمكن أن تتخذ أشكالاً مختلفة من بينها: الملفات التعليمية، سيناريوهات الكتب المصورة...، الخ.
لعبت الشخصيات النسائية التي سلطت اليونسكو الضوء عليها دورًا تاريخيًا في مجالات مختلفة، مثل الدفاع عن حقوق الإنسان (كما هو الحال على سبيل المثال فونميلايو رانسوم-كوتي)، والبيئة (قضية أوضحت فيها وانجاري ماثاي)، وممارسة الرياضة والسلطة السياسية (نجينجا من ندونجو وماتامبا).

## الخبراء
يشارك في البرنامح كذالك مؤرخون من خارج المشروع، متخصصون في الشخصية الأنثوية المعنية وسياقها التاريخي في عملية التحقق العلمي من النصوص المنتجة على هذه المنصة. معظم هؤلاء الخبراء والمؤلفين هم أعضاء في اللجنة العلمية الدولية للتاريخ العام لأفريقيا أو لجنة طريق العبيد.
ومن بين هؤلاء الخبراء نذكر أبرزهم: لورين روبيرتي سليمان، إيمانويل بويي، أوفيلي ريلون، باسكال بارتيليمي، رقية فال، نيللي شميدت، فريديريك ريجينت، سيماو سويندولا، سيلفيا سيربين، باكو راسواريفيترا، باهرو زودي، فيرو راباكوليا ريفيترا، جان كلود رابيهريفارا، إيسياكا ماندي، أوبيوما أوفويغو، تويين فالولا، فلوريدا أماكوبي كاراني، جوزيف أداندي.